# Sidi Semiane
Sidi Semiane est une commune de la wilaya de Tipaza en Algérie.

## Géographie

### Situation
Le territoire de la commune de Sidi Semiane est situé au sud de la wilaya de Tipaza, à environ 50 km au sud-ouest de Tipaza.
| Hadjeret Ennous | Sidi Ghiles               | Cherchell |
| Messelmoun      | Sidi Semiane              | Menaceur  |
| Messelmoun      | Arib (wilaya d'Aïn Defla) | Menaceur  |

### Localités de la commune
En 1984, la commune de Sidi Semiane est constituée à partir des localités suivantes :
- Hayouna
- Ghardous
- Laari Oulmazi
- Tifas Sidi Moussa
- Azzouaoua
- Sidi Ouamara
- Italbienne
- Houaoura
- Mazer
- Igamounène
- Mazdad
- Oued Laazib
- Iriouyesse
- Laari Ougouraya
- Bouchkada
- Sidi Semiane
- Salla
- Elouali
- maachouk
- larebaa
- igaydayen
- bouchkadha
- joumer
- iziwin
- mazer